# Domingo Ruano
Pour les articles homonymes, voir Ruano.
Domingo Ruano Carreño, né le 23 février 1910 à Las Palmas de Gran Canaria (îles Canaries, Espagne), est un footballeur espagnol qui jouait au poste de milieu de terrain.

## Carrière
Domingo Ruano débute au FC Barcelone lors de la saison 1934-1935. Il ne joue qu'un seul match de championnat avec le Barça.
Après la Guerre d'Espagne, il recommence à jouer avec l'Hércules d'Alicante (saison 1940-1941, en D1).
En 1941, il rejoint le CD Castellón où il reste jusqu'en 1944, toujours en première division. Avec Castellón, Ruano joue 51 matchs de championnat.